# Die Geschichte der stillen Mühle
Die Geschichte der stillen Mühle ist ein deutsches Stummfilmdrama aus dem Jahr 1914 von Richard Oswald nach einer literarischen Vorlage von Hermann Sudermann.

## Handlung
Der Handlung liegt eine klassische ménage à trois zugrunde. Die junge Gertrud ist mit dem Müllersohn Martin verheiratet. Martin hat einen fast neun Jahre jüngeren Bruder namens Johannes. Bald muss Gertrud feststellen, dass es zwischen den beiden Männern eine innige, von nahezu überbordender emotionaler Beziehung gibt, die über das rein Geschwisterliche hinausgeht. Und es gibt ein finsteres Familiengeheimnis: einst lebte  noch ein dritter Bruder mit Namen Fritz. Der war zwei Jahre jünger als Martin und starb infolge einer Rauferei mit diesem: Der kraftstrotzende, unbändige Martin, der wie Fritz zu Jähzorn neigte, traf diesen mit einem Stein sehr unglücklich am Hinterkopf. Im Laufe der Jahre akzeptiert der eher zart besaitete Johannes den knorrig-verschlossenen Martin in der Doppelfunktion eines elterlichen Erziehungsberechtigten.
Eines Tages hatte Martin die Müllerstochter Gertrud kennengelernt und geheiratet. Als Johannes von seinem Wehrdienst in der Fremde heimkehrt, nimmt diese ihn gleich freudig in Empfang. Ihr Dasein bricht diese Männer-Konstellation in der alten, stillen Mühle ein wenig auf: der Hof ist ordentlich, der Garten hübsch angelegt. Rasch übernimmt Gertrud gegenüber ihrem fast gleichaltrigen Schwager die Funktion einer nie gehabten Schwester. Da sie sich in beinah kindhafter Koketterie ihrem Schwager Johannes nähert, entsteht allmählich eine Situation unterschwelliger, gegenseitiger und doch verbotener Begierden. Ihr Ehemann Martin facht das glimmende Feuer zwischen Bruder und Schwägerin an, in dem er auch ihr gegenüber mehr und mehr eine väterliche Funktion einnimmt und die beiden ermuntert, viel miteinander zu unternehmen. Bei einem Dorffest beginnt die Stimmung zu knistern. Doch bevor der quasi-inzestuöse Akt zwischen älterem Bruder und der schwestergleichen Schwägerin im fernen Amerika vollzogen werden kann, sterben beide Brüder kurz hintereinander. Gertrude bleibt sozial und gesellschaftlich isoliert zurück.

## Produktionsnotizen
Der im Union-Atelier in Berlin-Tempelhof gedrehte, vieraktige Film passierte am 10. Dezember 1914 die Filmzensur und wurde fünf Tage darauf am Berliner Uraufführungsfilmtheater am Kurfürstendamm erstmals gezeigt.
Es handelte sich dabei um Oswalds zweite Filmregie. Die Filmbauten stammen von Hermann Warm.
Obwohl Robert Valberg den älteren der beiden Brüder spielte, war er in Wirklichkeit fünf Jahre jünger als Alfred Abel, der den jüngeren, lebensfrohen Johannes verkörperte. Für Valberg war Die Geschichte der stillen Mühle einer von insgesamt drei Spielfilmen, die er 1914 mit Richard Oswald drehte.
Dem Film liegt das 1907 erschienene Sudermann-Werk Geschwister zugrunde. Dieser Band umfasst die beiden Geschichten Die Geschichte der stillen Mühle und Der Wunsch.

## Kritik
„Besonders hervorzuheben wäre bei diesem Bilde die schauspielerische Leistung Abels als Bruder Johann.“